# Place de la Contrescarpe
Die Place de la Contrescarpe ist ein geschichtsträchtiger Platz im 5. Arrondissement von Paris.

## Lage
Der Platz liegt an der Rue Mouffetard, an der Mündung der Rue Blainville (westlich); im Süden gehen die Rue Lacépède und die Rue du Cardinal-Lemoine ab. Er ist ein Mittelpunkt im 5. Arrondissement, denn er liegt im Zentrum von vier Verwaltungsbezirken (französisch Quartier): Saint-Victor, Jardin des Plantes, Val-de-Grâce und Sorbonne.
Der Platz hat einen Durchmesser von ungefähr 40 m, in dessen Zentrum sich bis 2016 eine Grünanlage mit Fontäne befand.
Der Platz ist ein touristischer Anziehungspunkt mit vielen Cafés, einige Fassaden bewahren jedoch noch die Erinnerung an eine frühere Zeit.
Auf der Westseite des Platzes befand sich im Haus Nr. 14 das Café „Au Nègre joyeux“.

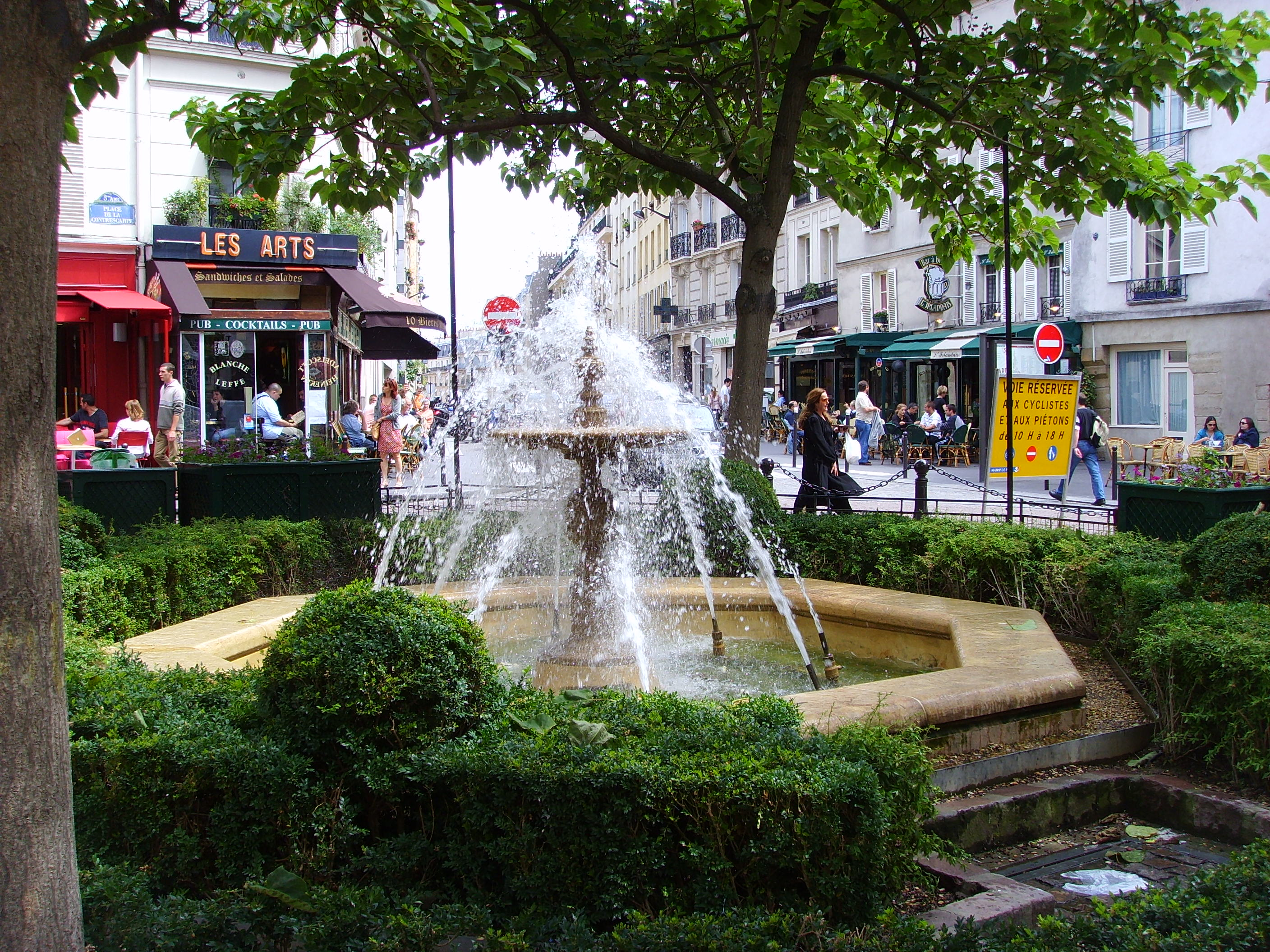
Fontäne der Place de la Contrescarpe
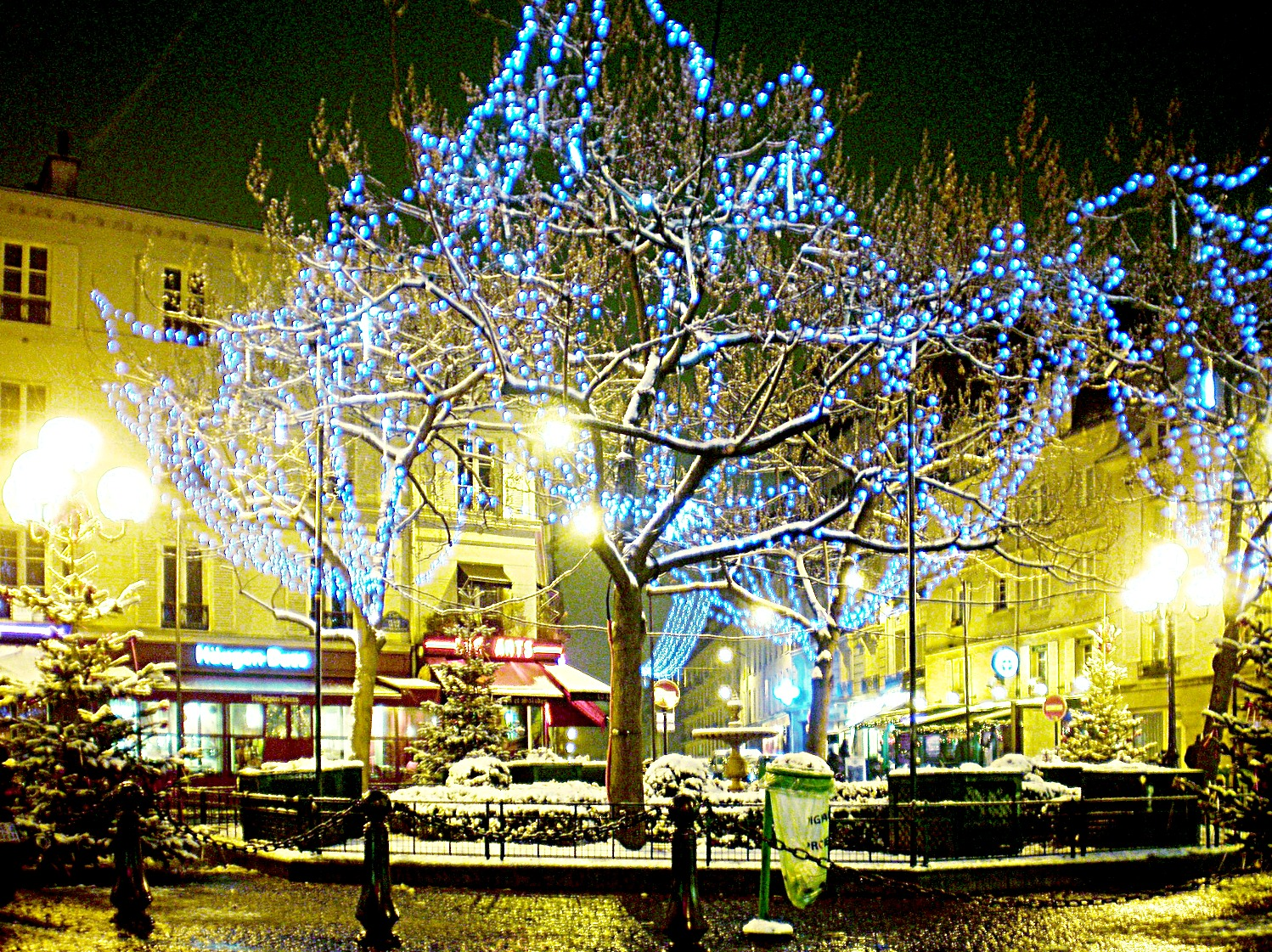
Place de la Contrescarpe zur Weihnachtszeit
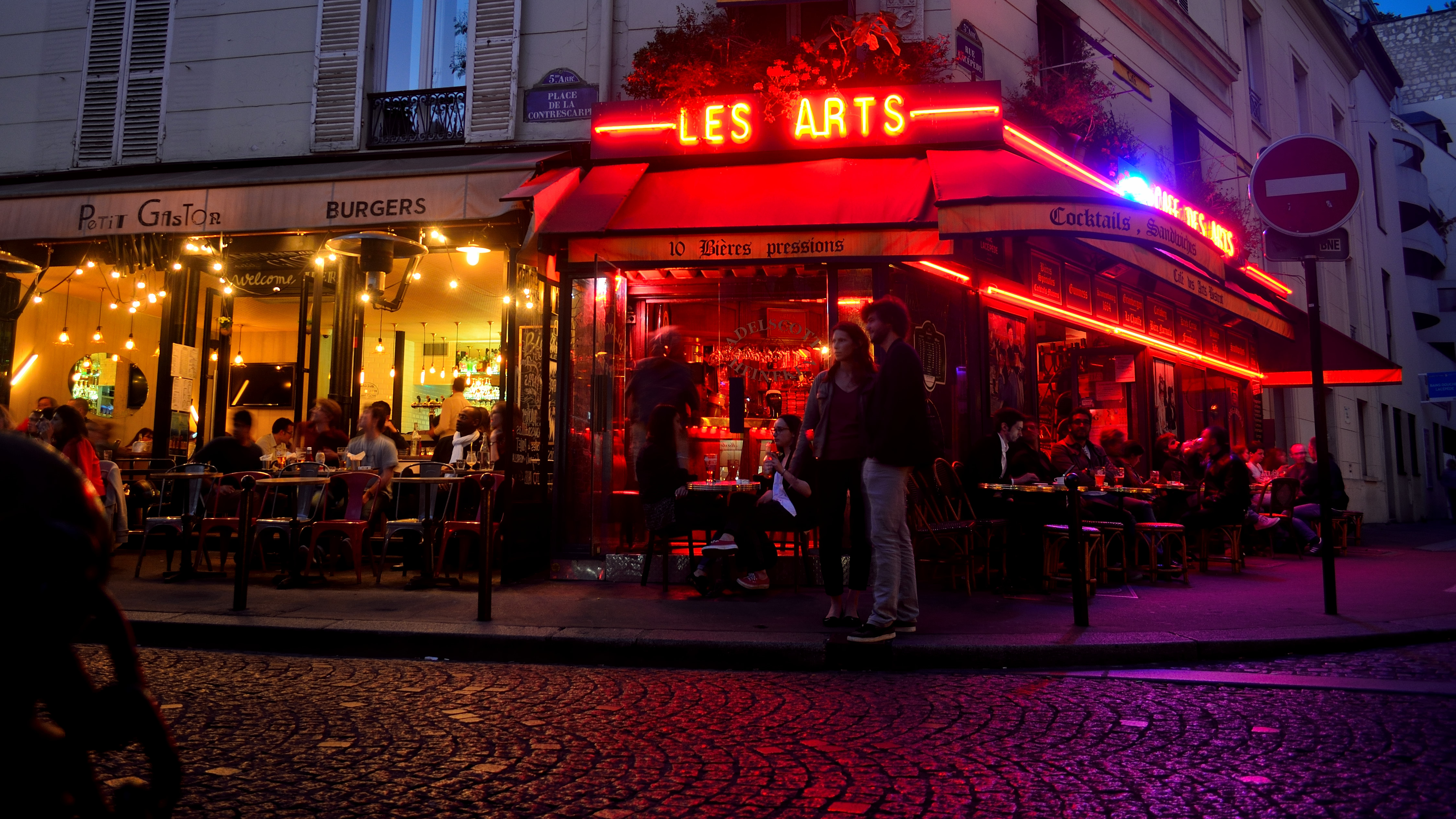
Cafés
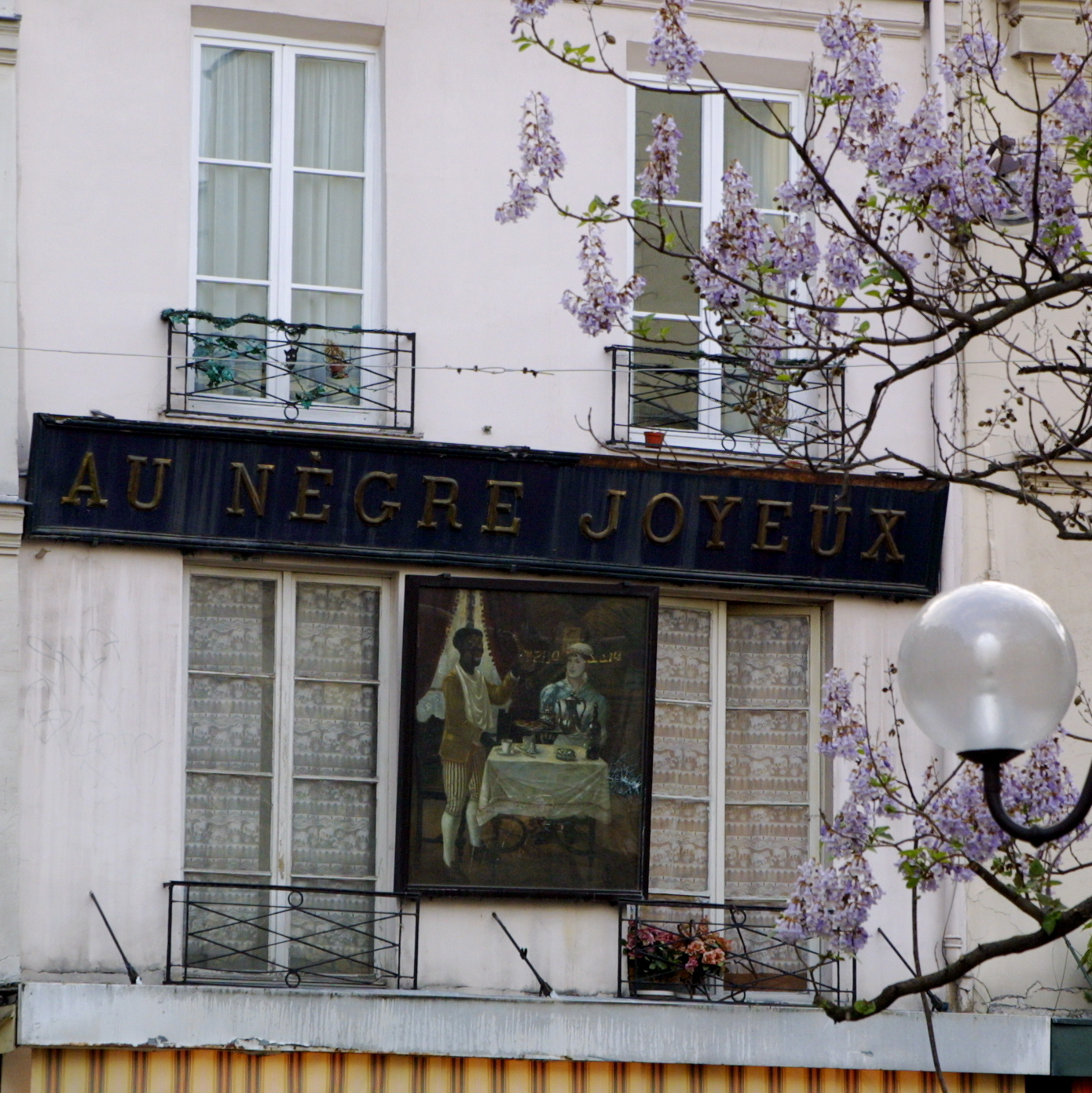
Place de la Contrescarpe – ehemalige Fassade des Hauses Nr. 14 (Mai 2010)

## Namensursprung
Der Name des Platzes ist ein Fachbegriff aus dem Festungsbau, der so genannten Contrescarpe. Dabei handelt es sich um die äußere Mauer oder Böschung eines Festungsgrabens, die für den Angreifer das erste Hindernis darstellt. Bei trockenen Gräben verläuft dahinter manchmal ein Gang (Galerie), von dem aus der Graben unter Feuer genommen werden kann. Der Name des Platzes bezieht sich auf die Rue de la Contrescarpe, der heutigen Rue Blainville.

## Geschichte, Geschichten und Bedeutung
Der Platz entstand 1852 durch den Abriss eines Häuserblocks zwischen den Straßen Cardinal-Lemoine, Lacépède und Mouffetard.

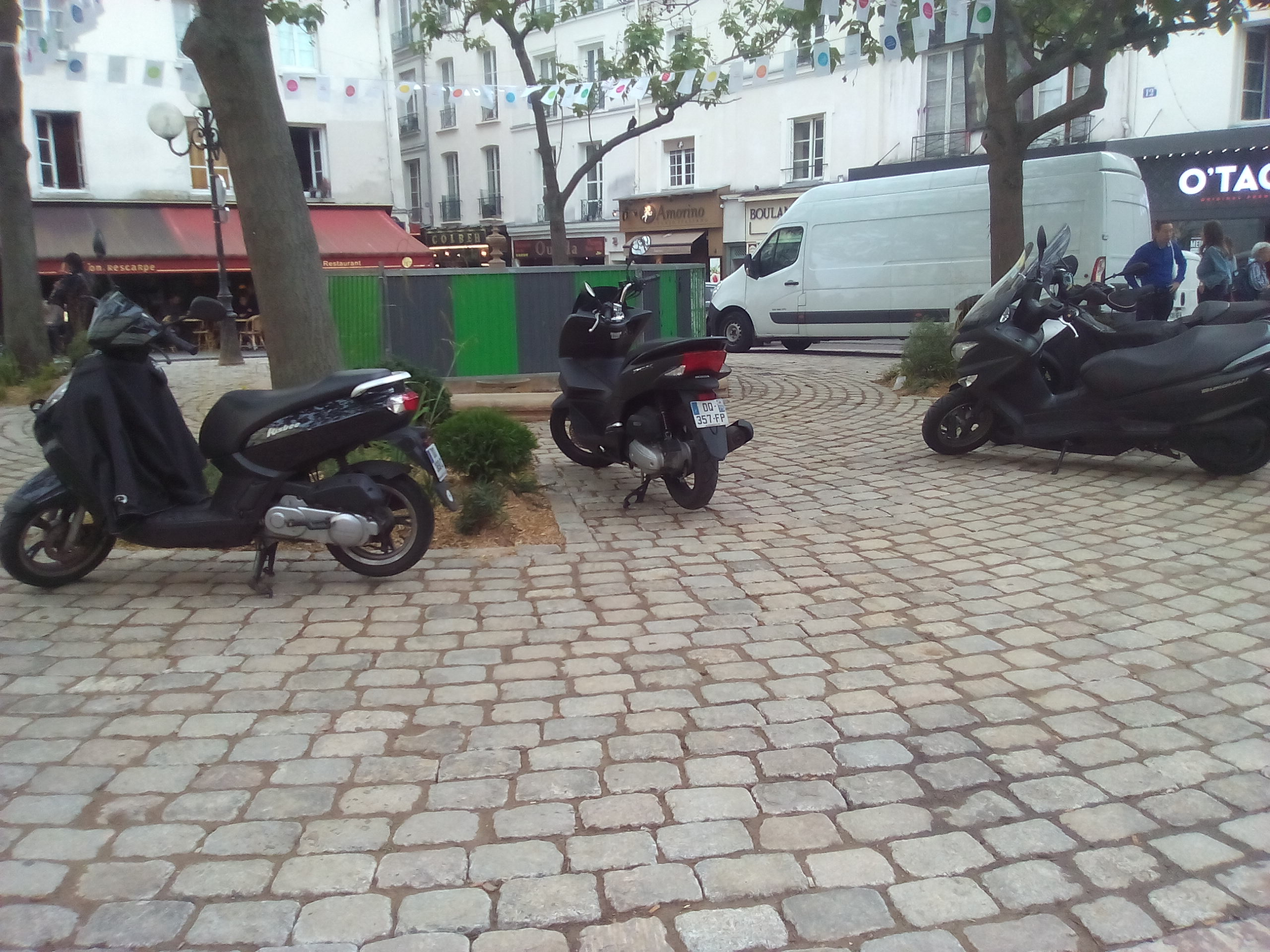
Die Platzmitte nach der Erneuerung

Der Platz liegt im nördlichen Teil der Rue Mouffetard (moufette, altfranz. für „Stinktier“; der unangenehme Geruch kam vom früheren Flusslauf der  Bièvre (Seine) in der Nähe, die hier im Untergrund verläuft). Ferner münden die Rue du Cardinal-Lemoine, Rue Blainville und die Rue Lacépède in den Platz. Die Place de la Contrescarpe bildet die Achse des ehemaligen Arbeiterdistrikts Faubourg St. Médard. Unter den vielen Kneipen, hier Cabarets genannt, ist die berühmteste die La Pomme de Pin, deren Name noch heute in gotischer Schrift am Haus 1 des Platzes angebracht ist. Hier waren ab 1530 Literaten der Pléiade wie Molière, Jean Racine, Pierre de Ronsard, Joachim du Bellay, François Rabelais oder Pontus de Tyard zu Gast. Diese Gegend gehörte zu jener Zeit noch nicht zu Paris und lag zu abseits von Baron Haussmanns Bauplänen, sodass sie in seinen Umbauplänen unberücksichtigt blieb und deshalb viel von ihrem mittelalterlichen Charme erhalten hat. Erst seit dem 18. Juli 1724 befindet sich der Platz innerhalb der Stadtgrenzen, als König Ludwig XV. die Grenzen von Paris festlegte. Seit dem 23. Oktober 1852 wird er nach seiner Fertigstellung offiziell als Platz bezeichnet.
Hier verbrachte Ernest Hemingway in den Cafés oft seine Freizeit. Er lebte hier vom 9. Januar 1922, drei Wochen nach seiner Ankunft aus den USA, bis August 1923. Hemingway war angestellter Auslandskorrespondent des Toronto Star. Das Café des Amateurs (Haus 2–4) mied er, denn es war für ihn „the cesspool of the rue Mouffetard“, also die Kloake der Rue Mouffetard: „Das Café des Amateurs war die Senkgrube der Rue Mouffetard, jener wundervollen, engen, wimmelnden Marktstraße, die zur Place Contrescarpe führt.“ „Nachts mussten wir die Fenster wegen des Regens schließen, und der kalte Wind blies die Blätter von den Bäumen der Place Contrescarpe.“ Heute befindet sich an dieser Stelle das Café Delmas, das von Schülern der nahe gelegenen Lyzeen gerne besucht wird. In der Rue du Cardinal-Lemoine 74 wohnte Hemingway auf dem dritten Stock mit seiner jungen Frau Hadley. Später wohnte er in einem Hotel der nahe gelegenen Rue Descartes 39, der nördlichen Verlängerung der Rue Mouffetard. - Der Dichter Paul Verlaine verstarb im selben Haus am 8. Januar 1896.
Heute umrahmen Judasbäume einen Springbrunnen, die das Zentrum des Platzes bilden. Direkt am Platz, aber zur Rue Mouffetard 14 gehörend, wird an einem Haus ein weithin sichtbares Gemälde präsentiert. Dieses erinnert an den ehemaligen Musikklub Au Nègre Joyeux („Zum glücklichen Neger“), den Hemingway ebenfalls erwähnt.
Die Place de la Contrescarpe war einer der Drehorte des 1953 in Deutschland in die Kinos gekommenen Spielfilms Schnee am Kilimandscharo, in dem Gregory Peck die Rolle des Hemingway spielt. 
Die Place de la Contrescarpe wird zweimal in dem Chanson La langue de chez nous von Yves Duteil als ein buchstäblich definierender, bedeutungsvoller Ort in Frankreich erwähnt.
Der Zahl der Besucher des Platzes waren die Gehwege nicht mehr gewachsen; Terrassen der Cafés zusammen mit den Passanten können hier schlecht existieren. Es kommt noch die Lärmbelästigung durch die Nachtschwärmer hinzu. Deshalb wurde 2016 beschlossen, den Platz von Ketten und Hecken zu befreien, um zum Zentrum gelangen zu können. Auch das Parken der Zweiräder auf dem Platz soll unterbunden werden.
Ursprünglich war geplant, den Platz als Treffpunkt zu klassifizieren (bei 20 km/h), was vom Bezirksbürgermeister abgelehnt wurde, da man eine Erhöhung der Preise in den Cafés befürchtete.

## „Au Nègre joyeux“
Die von 1897 stammende Tafel „Au Nègre joyeux“ (deutsch „Zum fröhlichen Neger“) nebst Malerei an Haus Nr. 14 wurde am 26. März 2018 entfernt, nachdem im Conseil de Paris (Stadtrat) am 26. September 2017 auf Antrag der kommunistischen Fraktion ein entsprechender Beschluss gefasst worden war. Der Grund hierfür war die rassistisch konnotierte Interpretation der Tafel. Tafel und Gemälde gehörten zu einem Geschäft, in dem ab 1897 Kaffee verkauft wurde. Das Wort „nègre“ war eine damals im Französischen übliche Bezeichnung, die nicht als pejorativ galt. Ikonografisch zeigt das Bild keine Szene, in der ein „nègre“ eine vornehme Frau bedient, sondern es ist gerade die als Bedienstete gekleidete Dame, die auf einem Tablett Kaffeekanne, Zuckerschale und Gebäck dem dunkelhäutigen Mann reicht (französisch sans doute du rhum avec lequel il va arroser son café). Die beiden Artefakte befinden sich heute im Musée Carnavalet.